# Lamprochromus speciosus
Lamprochromus speciosus är en tvåvingeart som först beskrevs av Friedrich Hermann Loew 1871.  Lamprochromus speciosus ingår i släktet Lamprochromus och familjen styltflugor. Inga underarter finns listade i Catalogue of Life.